# Баренц-регион

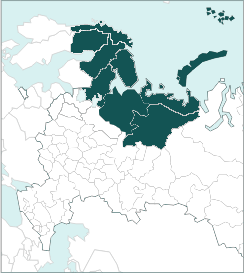
Карта Баренц-региона

Ба́ренц-регио́н (Баренцев/Евроарктический регион) — проект зоны международного сотрудничества на территории Северной Европы примыкающей к Баренцеву морю, инициированный в 1993 году министром иностранных дел Норвегии Торвальдом Столтенбергом. Среди проектов — Баренцево шоссе от Будё в Норвегии через Хапаранду в Швеции и Финляндии до Мурманска в России. Одним из конкретных признаков расширения связей в регионе является открытие в 2006 году магазина IKEA в Хапаранде (Швеция), ориентированного на покупателей, находящихся на расстоянии до 500 км и проживающих в Мурманске и северной Норвегии. В регионе проживает шесть миллионов человек на площади 1,75 млн км2; три четверти территории принадлежат России.
Региональное сотрудничество было официально открыто 11 января 1993 года по инициативе Норвегии во главе с министром иностранных дел Торвальдом Столтенбергом. Включает в себя губернии Норвегии Нурланн, Тромс и Финнмарк, лены Швеции Вестерботтен и Норрботтен, провинции Финляндии Лаппи, Похьойс-Похьянмаа и Кайнуу, и регионы России Мурманская область, Архангельская область, Республика Коми, Ненецкий автономный округ и Республика Карелия. Четыре государства-участника по очереди руководят сотрудничеством. Участие Норвегии координируется Норвежским Баренцевым Секретариатом в Киркенесе. Участие Швеции и Финляндии регулируется окружными администрациями в Умео (Вестерботтен) и Рованиеми (Лапландия). В январе 2008 года был создан Международный секретариат Баренцева региона, призванный оказывать техническую поддержку многосторонней скоординированной деятельности в рамках Совета Баренцева/Евроарктического региона и Баренцева регионального совета. Этот Секретариат расположен в Киркенесе в том же здании, что и Норвежский Баренцев Секретариат.

## Баренцево региональное сотрудничество
Площадь Баренцева сотрудничества составляет 1,75 млн км2, а население составляет более 5 млн жителей.
Сотрудничество в рамках Баренц-региона осуществляется на двух уровнях: центральном и региональном. Для руководства сотрудничеством на центральном уровне создан Совет Баренцева/Евроарктического региона, в который входят министры иностранных дел четырёх стран. На региональном уровне работает Региональный Совет, в состав которого входят административные руководители сотрудничающих территорий (губернаторы). Региональный совет (BRC) является форумом для Баренцева регионального сотрудничества, целью которого является содействие использованию местных региональных знаний, с помощью которых участники BRC могут найти точки соприкосновения, на которых они могут основывать своё сотрудничество, трансграничные проекты и программы.
Региональный комитет (RC) отвечает за подготовку заседаний Регионального совета и за выполнение решений, принятых Региональным советом.
Региональный совет (BRC) состоит из 13 стран-членов / регионов / коренных народов Финляндии, Норвегии, России и Швеции.
- Финляндия: Оулу, Лапландия, Кайнуу и Северная Карелия
- Норвегия: Тромс-ог-Финнмарк, Нурланн.
- Россия: Архангельская область, Карелия, Коми, Мурманск и Ненецкий автономный округ.
- Швеция: Норрботтен и Вестерботтен

Коренные народы саамы, ненцы и вепсы также имеют своих представителей в региональном сотрудничестве. Председательство в Региональном комитете принадлежит тому же округу, что и в Региональном совете, и, следовательно, оно сменяется каждые два года. Председательство 2017—2019 находилось в Финнмарке, Норвегия.
Предыдущие четыре председательства были следующими:
- Регион Кайнуу, Финляндия в 2015—2017[5]
- Архангельская область, Россия в 2013—2015
- Лен Норрботтен, Швеция в 2011—2013
- Тромс, Норвегия в 2009—2011[4]

### Баренцев регион — Семь принципов
BRC сформулировал концепцию семи принципов и целей регионального сотрудничества.
- Первый принцип заключается в том, что благополучие жителей региона должно быть основой для всех действий, осуществляемых в рамках Баренцева регионального сотрудничества[3].
- Второй принцип призывает к улучшению сотрудничества между вовлеченными людьми. Это не должно зависеть от иерархии или уровня человека ни в его / её собственной организации, ни в сотрудничестве BRC[3].
- Третий принцип гласит, что способные действующие лица в региональной и национальной сферах должны сотрудничать для достижения общих целей. Это позволяет улучшить процедуры при пересечении границы как на уровне отдельных товаров, так и на уровне импортируемых / экспортируемых товаров[3].
- Четвертый принцип требует сохранения местной культуры, уникальных обычаев и образа жизни соответствующих коренных народов каждой местности. Помощь в установлении связей и обязательств среди коренных народов имеет большое значение[3].
- Пятый принцип признаёт политический капитал, которым обладает Баренцев региональный совет, и по этой причине желательно, чтобы совет использовал этот ресурс для лучшей защиты Баренц-региона[3].
- В-шестых, предпоследний принцип отмечает, что региональные власти, принимающие участие в деятельности BRC, должны лучше учитывать региональное развитие в своих отдельных регионах в сферах экономического, социального и экологического развития. BRC также призывает этих участников подчеркнуть устойчивость этих действий в области развития[3].
- Седьмой и последний принцип рекомендует, чтобы сотрудничество BRC было примером того, как сотрудничество может быть как успешным, так и мирным, и как эти методы могут работать в качестве основы для вдохновения других[3].

### Баренцева программа 2014—2018
Основу приоритетных направлений Баренц-программы на 2014—2018 годы можно найти в руководящих принципах BRC. Темами на 2014—2018 годы являются экономика, окружающая среда, образование и исследования, мобильность и культура.
Экономический рост и его сущность являются ключевыми факторами регионального развития в Баренцевом регионе. Программа признает значение малых и средних компаний. Сотрудничество между крупными компаниями и НИИ играет ключевую роль в региональной экономике. Это развитие происходит особенно в отношении международного рынка, если компании могут предложить инновационные услуги и продукты.
Образование и исследования играют ключевую роль в экономическом росте, но они являются важным фактором, если Баренц-регион хочет создать достаточную базу для инновационной и информационной работы. В программе на 2014—2018 годы большое значение имеет сотрудничество между высшими учебными и исследовательскими учреждениями, государственным и частным секторами.
Большой размер Баренцева региона и удалённость населённых пунктов имеют свои собственные проблемы. Хорошая транспортная сеть, инновационная и мощная экономика призваны решить эти проблемы. В настоящее время проблемы заключаются в межобщинных перевозках и мобильности, а также в отсутствии разветвленной транспортной сети между трансграничными субъектами. Это видно по инфраструктуре и проблемам, связанным с транспортом, на восточно-западной границе.
Вкратце цели программы развития на 2014—2018 годы таковы:
- Содействовать росту творческих и быстрорастущих предприятий в регионе и расширять сотрудничество между приграничными регионами в сферах экономики и качества жизни. Совместное управление природными ресурсами и их охраной являются ключом к устойчивому развитию. Устойчивость также требует учитывать изменение климата и то, как регионы Евроарктического региона будут адаптироваться к нему[3].
- Отсутствие хорошей трансграничной транспортной сети требует большего от сторон сотрудничества. Это повышает трансграничную мобильность в каждом секторе, от учебы до частных и туристических поездок и туризма. Конвергенция кооперативной сети также требует, чтобы каждый участник понимал культуру другого и место происхождения, откуда он родом[3].

Структура Баренцева регионального совета и другие значимые региональные игроки в арктическом регионе
Региональный совет Баренцева региона работает в сфере, где есть много других участников, стимулирующих интерес. Это Баренцево Евро-Арктическое сотрудничество, Европейский союз, Северное измерение, Арктический совет и Совет министров Северных стран.
Региональный совет Баренц-региона и Совет Баренцева/Евроарктического региона (BEAC) имеют несколько общих органов. К ним относятся Международный Баренцев Секретариат (IBS) и Рабочая группа коренных народов (WGIP) и, наконец, Объединённый комитет по сотрудничеству в области спасения.
И BEAC и BRC имеют собственные органы при своих кооперативных организациях. BRC имеет Баренцев региональный комитет (RC) и три основные рабочие группы (WG): по окружающей среде, транспорту и логистике и, наконец, по инвестициям и экономическому сотрудничеству.
BEAC имеет свой Комитет старших должностных лиц (CSO) и при нем несколько рабочих групп и других органов. Это Рабочая группа по экономическому сотрудничеству, окружающей среде, таможенному сотрудничеству, Целевая группа по лесному сектору Баренц-региона и комитет по организации дорожного движения для Общеевропейского транспортного пространства Баренцева/Евроарктического региона.
Между BRC и BEAC существует несколько совместных рабочих групп (JWG) в своих областях знаний. Это Рабочая группа по здравоохранению и смежным социальным вопросам, Рабочая группа по образованию и научным исследованиям, Рабочая группа по энергетике, Рабочая группа по культуре, Рабочая группа по туризму и, наконец, Рабочая группа по молодежи.